# Anubis viridicollis
Anubis viridicollis är en skalbaggsart som beskrevs av Maurice Pic 1932. Anubis viridicollis ingår i släktet Anubis och familjen långhorningar.
Artens utbredningsområde är Laos. Inga underarter finns listade i Catalogue of Life.